# Pickworthiidae
Pickworthiidae zijn een familie van weekdieren uit de klasse van de Gastropoda (slakken).

## Taxonomie
De volgende taxa zijn bij de familie ingedeeld:
- Onderfamilie Pickworthiinae Iredale, 1917 [= Reynellonidae Iredale, 1917]
  - Geslacht Ampullosansonia Kase, 1999
  - Geslacht Astrosansonia Le Renard & Bouchet, 2003
  - Geslacht Chrystella Laseron, 1956
  - Geslacht Clatrosansonia Sabelli & Taviani, 2003
  - Geslacht Cubasansonia Espinosa, Ortea & Fernández-Garcés, 2006
  - Geslacht Discrevinia Laseron, 1956
  - Geslacht Kaseilla Moolenbeek & Hoenselaar, 2010
  - Geslacht Mareleptopoma Moolenbeek & Faber, 1984
  - Geslacht Microliotia Boettger, 1902
    - = Latilabrum Kuroda & Habe, 1991

  - Geslacht Reynellona Iredale, 1917
  - Geslacht Sansonia Jousseaume, 1892
    - = Mecoliotia Hedley, 1899
    - = Pickworthia Iredale, 1917

  - Geslacht Sansoniella Moolenbeek, 2008
  - Geslacht Tinianella Kase, 1999
- Onderfamilie Pelycidiinae Ponder & Hall, 1983[3]
- Onderfamilie Sherborniinae Iredale, 1917 [= Faxiidae Ravn, 1933]
  - Geslacht Sherbornia Iredale, 1917